# Centre européen d'étude du diabète
Le Centre européen d’étude du Diabète (CeeD) est un centre de recherche médicale, situé sur le site de l'hôpital d'Hautepierre à Strasbourg. 
Le centre travaille actuellement sur la création d'un pancréas bioartificiel et est à l'origine d'une startup, Defymed en 2011 dont l'objectif et le développement et la commercialisation du pancréas.

## Histoire
Le centre de recherche est créé en 1991 par Michel Pinget, spécialiste du diabète et des maladies métaboliques et professeur aux hôpitaux universitaires de Strasbourg alerté par les estimations de l’organisation mondiale de la santé (OMS) concernant la progression du diabète dans le monde. Le choix de l'implantation du centre à Strasbourg n'est pas anodin, en effet l'Alsace est l'un des territoires français les plus touchés par cette maladie. En 1996 le Ceed devient « centre collaborateur » de l'OMS pour le diabète en France.
En 1999, le centre commence la construction de son bâtiment situé sur le site de l'hôpital d'Hautepierre grâce aux soutiens :
- des collectivités territoriales à savoir le Conseil Régional d’Alsace, le Conseil Général du Bas-Rhin, le Conseil Général du Haut-Rhin, la Communauté Urbaine de Strasbourg (aujourd'hui Eurométropole de Strasbourg) ;
- des autorités scientifiques et universitaires régionales (HUS, ULP, INSERM) ;
- des grands groupes pharmaceutiques et d’institution de santé au premier rang desquels le groupe de recherche SERVIER et le groupe ARPEGE ;
- des bénévoles, qui se sont investis sans compter dans la campagne « Vaincre le diabète ».

Cette même année, sous l’impulsion du Pr Pinget, président-fondateur du CeeD, le Centre européen d’étude du Diabète à l'origine d'une première médicale en France, en transplantant des cellules productrices d’insuline (îlots de Langerhans) sur un patient diabétique âgé de 52 ans.
En 2005, la revue The Lancet  publie une étude épidémiologique sur la prévalence du diabète au Cambodge  réalisé par le CeeD. 
Côté entrepreneurial, le centre crée en 2002 le premier prestataire de santé à domicile spécialisé dans le diabète en France : ASDIA. Il concrétisera plus tard, en 2011, son projet sur le «pancréas bioartificiel MAILPAN©» avec la création de la start-up Defymed présidée par le Dr Séverine Sigrist.